# Польский референдум 1946 года
Народный референдум 1946 года —  референдум, проведённый в Польше 30 июня 1946 года на основе Закона о народном голосовании, принятого Государственным национальным советом 27 апреля 1946 года и Закона о проведении народного голосования (определяющего порядок голосования), принятого Национальным советом 28 апреля 1946 года.  Результаты были сфальсифицированы при содействии МГБ СССР. Польская народная (крестьянская) партия (ПНП) отказалась признать результаты из-за отказа ППР и партий-сателлитов ввести принцип обязательного участия в избирательных комиссиях всех уровней одного представителя от каждой легально действующей политической партии, что должно было исключить фальсификации при подсчете голосов.

## История
Идею референдума выдвинул Миколайчик, который упомянул Францию, где в октябре 1945 года состоялся конституционный референдум, и утверждал, что полякам также следует дать возможность высказать свое мнение о планируемых политических изменениях. Этот постулат, первоначально проигнорированный, был повторен в официальной позиции Высшего исполнительного комитета Польской народной партии в феврале 1946 года. Идея была поддержана лидерами Польской рабочей партии. 
Правящая Польская рабочая партия, взяв на себя инициативу референдума, преследовала цель отсрочить дату выборов в Сейм и проверить уровень своего влияния в обществе. В частности,  проверить можно ли в условиях относительно умеренного административного и полицейского давления, без массового террора и с максимальным использованием средств убеждения получить удовлетворительный результат на выборах в Сейм. Предполагалось, что это станет проверкой популярности правящих страной коммунистов и подготовкой к выборам 1947 года. С другой стороны, оппозиционная народная партия (ПНП) хотела продемонстрировать свое преимущество перед ПРП.

## Вопросы референдума
Участникам референдума было задано три вопроса:
1. Вы за упразднение Сената?
2. Хотите ли вы, чтобы экономическая система, введенная аграрной реформой и национализацией основных отраслей народного хозяйства, была закреплена в будущей Конституции, сохраняя при этом законные права частной инициативы?
3. Вы хотите закрепить западные границы Польского государства по Балтийскому морю, Одеру и Лужицкой Нысе?

Вопросы были сформулированы таким образом, что интуитивный ответ на каждый из них — ДА . Против границы по Одеру и Лужицкой Нейсе выступили лишь те, кто не соглашался ни на какие изменения границ Второй Речи Посполитой. Социально-экономические реформы в разоренной войной стране пользовались большой популярностью, а вопрос о ликвидации Сената не вызвал интереса. Таким образом, результат референдума должен был продемонстрировать единство общества и его поддержку новой власти. Поэтому так называемые партии Демократический блок : Польская рабочая партия, Польская социалистическая партия «Люблин», Демократическая партия и Народная партия рекомендовали голосовать 3 раза «ЗА». Польская народная партия — крупнейшая оппозиционная партия — когда-то имела похожую политическую программу; но теперь она не могло ее пропагандировать, потому что это означало бы поддержку коммунистов. Понимая, что ставки были совершенно иными, а именно — независимость и суверенитет Польши от Советского Союза, ПНП, вопреки своим довоенным требованиям, призвала дать отрицательный ответ на первый вопрос. В вопросе смены собственников было бы неправильно, если бы ПНП проголосовала «НЕТ» (аграрной реформе), поскольку это наверняка было бы использовано ПНР для насмешек над ПНП среди польских крестьян. Эту позицию поддержала подпольная Польская социалистическая партия — Свобода, Равенство, Независимость, которая рекомендовала голосовать аналогичным образом. Ассоциация свободы и независимости и Национальная партия призвали ответить «НЕТ» на первые два вопроса, в то время как Национальные вооруженные силы и другие более мелкие подпольные группы крайне правого толка призвали проголосовать «НЕТ» по всем трем вопросам, при этом большое количество людей высказалось за полный бойкот референдума (в отношении пункта 3 это был скорее протест против потери восточных приграничных территорий Советским Союзом, чем желание отказаться от Вроцлава, Щецина или Гданьска) . Партия труда не заняла четкой позиции, рекомендовав своим сторонникам голосовать по своему усмотрению. Иерархия Польской Католической Церкви заняла определенную позицию только по третьему вопросу, призвав ответить на него «ДА» .

## Подготовка к референдуму и его фальсификация

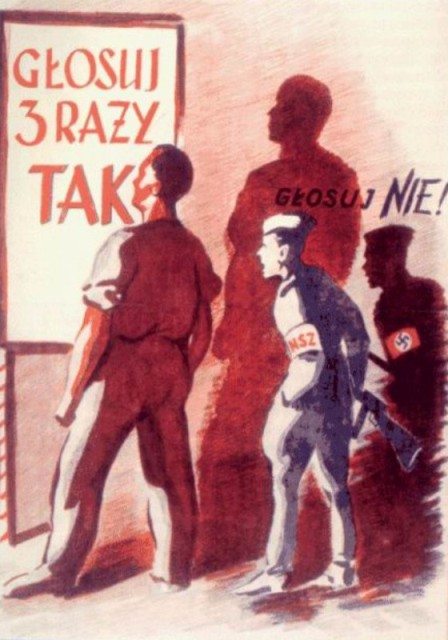
Правительственный агитационный плакат 1946 года – Референдум 3 раза ДА. За спиной у читающего стоит солдат Национальных вооруженных сил, представленный как пособник нацистов, призывает людей голосовать «НЕТ».

В рамках подготовки к проведению референдума Политбюро ПНР в марте 1946 года создало Комиссию государственной безопасности, которая должна была координировать деятельность подразделений ЛРП, ВОП, КБВ, УБ, МО и ОРМО. В ее задачи, среди прочего, входило: ликвидация подполья за независимость и тайное убийство активистов ПНП.
Операция по фальсификации референдума была организована группой сотрудников МГБ СССР под руководством полковника Арона Палкина, начальника Управления «Д» МГБ, размещенного в Варшаве 20 июня 1946 года. В основном она занималась подделкой и подготовкой документов для референдума. 22 июня состоялось совещание, на котором Болеслав Берут, Владислав Гомулка и советник НКВД при Министерстве общественной безопасности полковник МГБ Семён Давыдов обсудили технические детали фальсификации результатов референдума.

Российский историк Никита Петров, изучивший масштабы и методы фальсификации результатов референдума, пишет :

После референдума было переписано 5994 протокола подсчета голосов и подделано около 40 тысяч подписей членов участковых комиссий. Семен Давыдов получал посылки с протоколами из Министерства общественной безопасности через Станислава Радкевича и передавал их группе Палкина. Новые протоколы вернулись тем же путем. (…) Как указано в докладе [отправленном 30 августа] Сталину, в результате работы специалистов из Москвы процент поляков, давших утвердительный ответ на первый вопрос, возрос до 50–60% (в зависимости от губернии), тогда как в первоначальных протоколах он составлял 1–15%. Новые протоколы также увеличивают количество утвердительных ответов на второй и третий вопросы. Работа была завершена 27 августа 1946 года, и на следующий день вся группа выехала в Москву.  .
За успешное выполнение своей миссии Арон Палкин был награжден орденом Красного Знамени, все его соратники также получили награды.   Полковник Семен Давыдов также был награжден орденом Красного Знамени .

## Фактические результаты референдума
В 1993 году на основе так называемого Архива Берута польский историк Анджей Пачковский опубликовал общую сводку результатов голосования по воеводствам (за исключением закрытых избирательных округов в воинских частях).

## Официальные результаты
|           | Да         | Да    | НЕТ       | НЕТ   |
| --------- | ---------- | ----- | --------- | ----- |
| 1. вопрос | 7 844 522  | 68%   | 3 686 029 | 32%   |
| 2. вопрос | 8 896 105  | 77,2% | 2 634 446 | 22,8% |
| 3. вопрос | 10 534 697 | 91,4% | 995 854   | 8.6%  |

В объявлении не содержалось подробных результатов (по уездам или отдельным воеводствам), а коммунистическая цензура не допускала публикации подробных данных. Единственным исключением стали реальные результаты голосования в Кракове, опубликованные краковским журналом Польской социалистической партии Naprzód, где 84% избирателей ответили «нет» на первый вопрос референдума, 67% — на второй и 31% — на третий . Воеводские и районные управления, а также председатели районных комиссий  запретили членам комиссий разглашать результаты голосования в районах под угрозой суровых санкций. Когда на заседании Совета министров 5 июля 1946 года вице-премьер Станислав Миколайчик выразил протест против цензурного запрета на публикацию результатов референдума в округах, вице-премьер Владислав Гомулка (ПНР) ответил: «Идите и жалуйтесь Черчиллю».
Фальсификация результатов голосования принимала различные формы. В голосовании активное участие принимали сотрудники Министерства общественной безопасности и Гражданской милиции, которые охраняли урны для голосования, а затем обменивали или подделывали голоса по пути из окружных комиссий в региональные комиссии; голосование в армии фактически проходило открыто и по приказу. В действительности уровень поддержки оппозиции (не только ПНП, но и более радикальных групп) был гораздо выше. Принципиальная фальсификация выборов произошла после голосования путем фальсификации и подмены протоколов избирательных комиссий на центральном уровне, в соответствии с результатом голосования, определенным сверху руководством Польской рабочей партии по согласованию  с Москвой, при участии сотрудников советских спецслужб, которые принимали активное участие в фальсификации.
Опыт, полученный при организации фальсификаций на выборах, был проанализирован и использован ПРП и подчиненным ей аппаратом безопасности при фальсификации выборов в Законодательный сейм в январе 1947 года.